# Bogoljubowo
Bogoljubowo (russisch Боголюбово, wiss. Transliteration Bogoljubovo) ist ein Dorf (selo) im europäischen Teil Russlands. Der Ort hat 4494 Einwohner (Stand 14. Oktober 2010) und gehört aufgrund seiner historischen Bedeutung zur touristischen Route des sogenannten Goldenen Rings.

## Geographie
Bogoljubowo liegt in der Oblast Wladimir, etwa 200 Kilometer nordöstlich von Moskau sowie 14 km nordöstlich der Gebietshauptstadt Wladimir. Es gehört verwaltungstechnisch zum Landkreis (Rajon) Susdal, dessen Verwaltungssitz Susdal rund 30 km nördlich liegt. Unmittelbar östlich des Ortes mündet der Fluss Nerl in die Kljasma.
Das Selo Bogoljubowo ist eine der 16 Ortschaften, die zur sogenannten ländlichen Siedlung Bogoljubowo (Сельское поселение Боголюбово) gehören.

## Geschichte

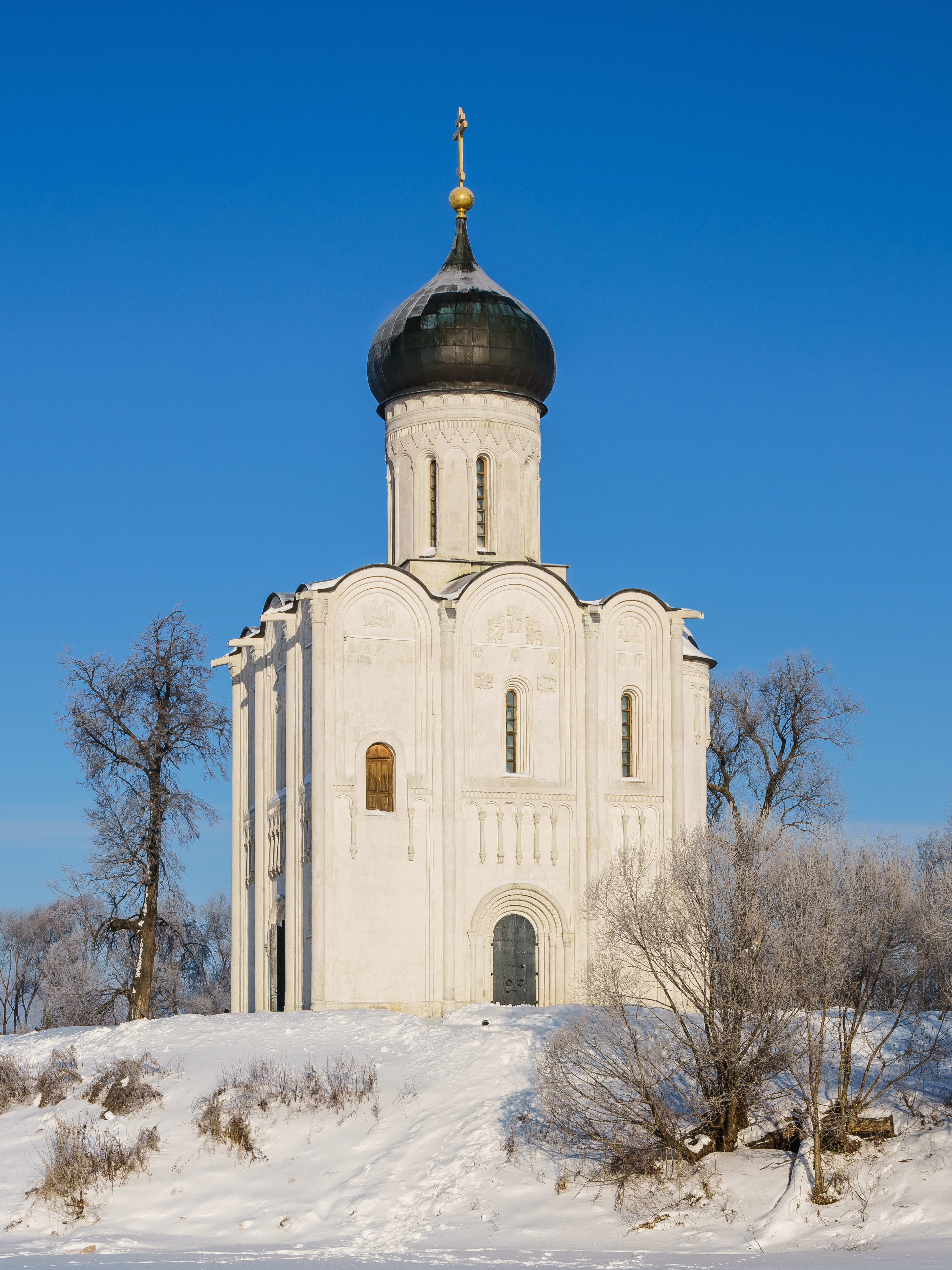
Mariä-Schutz-und-Fürbitte-Kirche

Bogoljubowo wurde Mitte des 12. Jahrhunderts gegründet und gehört damit zu den ältesten Ortschaften Zentralrusslands. 1158 ließ Andrei Bogoljubski, Großfürst von Wladimir und Susdal, dort seine neue Residenz bauen. Er nannte den neu entstandenen Ort Bogoljubow-gorod und ließ dort als einen der ersten repräsentativen Bauten die Gottesmutter-Geburts-Kirche (1158–1165) errichten, von der heute Teile des Sockels erhalten sind. Auch die heute zum UNESCO-Welterbe zählende Mariä-Schutz-und-Fürbitte-Kirche an der Nerl entstand bei Bogoljubowo um 1165, zur Herrschaftszeit des Andrei Bogoljubski.
Im 12. und 13. Jahrhundert wurde der Ort nach mehreren Angriffen verfeindeter Fürsten sowie während der Invasion der Goldenen Horde größtenteils zerstört und zeitweise dem Verfall preisgegeben. Ende des 12. Jahrhunderts wurden die ehemaligen Gemächer des Großfürsten zu einem neu gestifteten russisch-orthodoxen Männerkloster umfunktioniert. Als Vorort des alten Großfürsten- und Metropolitensitzes Wladimir besaß Bogoljubowo, das zudem am alten Postweg zwischen Moskau und Nischni Nowgorod lag, noch bis ins 16. Jahrhundert hinein Stadtrechte. Den nördlichen Teil des Ortes bildete ein sogenannter Possad, eine altrussische Händler- und Handwerkersiedlung.
Nach dem Aufgehen des Wladimir-Susdaler Fürstentums im Großfürstentum Moskau verlor Bogoljubowo seine einstige Bedeutung und später auch die Stadtrechte. In der Sowjetzeit kam das geistliche Leben im Ort zum Erliegen, erst seit den 1990er-Jahren sind die Kirchen und das Kloster wieder im Besitz der russisch-orthodoxen Kirche.

### Bevölkerungsentwicklung
| Jahr | Einwohner |
| ---- | --------- |
| 1959 | 2585      |
| 1970 | 3942      |
| 1979 | 4171      |
| 1989 | 4143      |
| 2002 | 4218      |
| 2010 | 4494      |

Anmerkung: Volkszählungsdaten

## Sehenswürdigkeiten

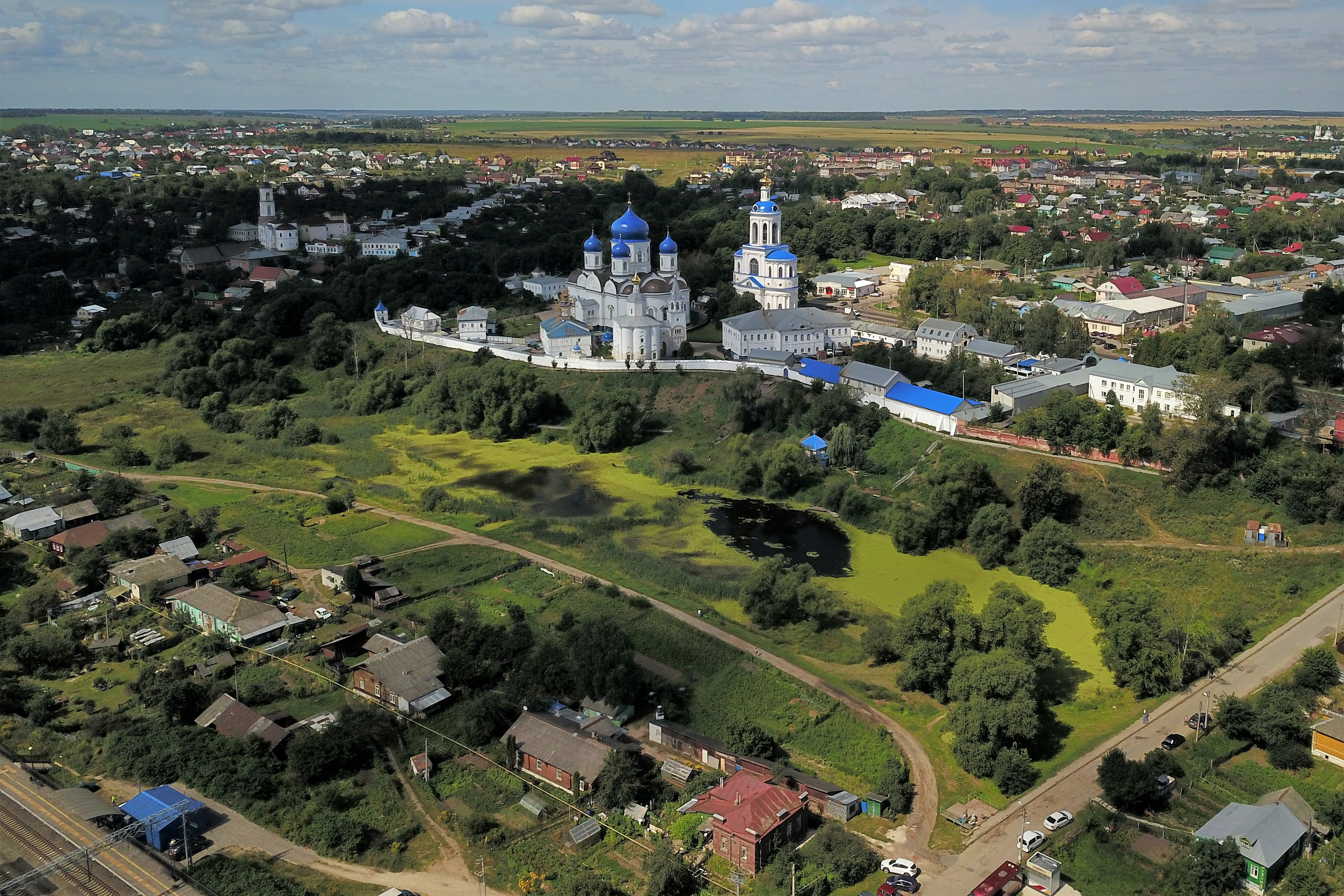
Bogoljubski-Frauenkloster, Luftaufnahme

Der Ortskern von Bogoljubowo ist relativ gut erhalten und weist bis heute Reste ursprünglicher Befestigungsanlagen aus dem 12. Jahrhundert auf (darunter Erdwälle, Reste von Befestigungsmauern und des Großfürstenpalais). Aus dem 12. Jahrhundert stammt auch der Sockel der ehemaligen Gottesmutter-Geburts-Kirche, auf dem 1751 eine barocke Kirche errichtet wurde, sowie die weithin bekannte Mariä-Schutz-und-Fürbitte-Kirche an der Nerl, die sich am Nerl-Ufer 1,5 km östlich von Bogoljubowo befindet. Das Bogoljubski-Kloster, das heute ein Frauenkloster ist, beherbergt historische Sakralbauten aus dem 18. und 19. Jahrhundert, darunter die Kathedrale der Gottesmutter-Ikone von Bogoljubowo (1866) nach einem Entwurf des bekannten Architekten Konstantin Thon.

## Wirtschaft und Verkehr

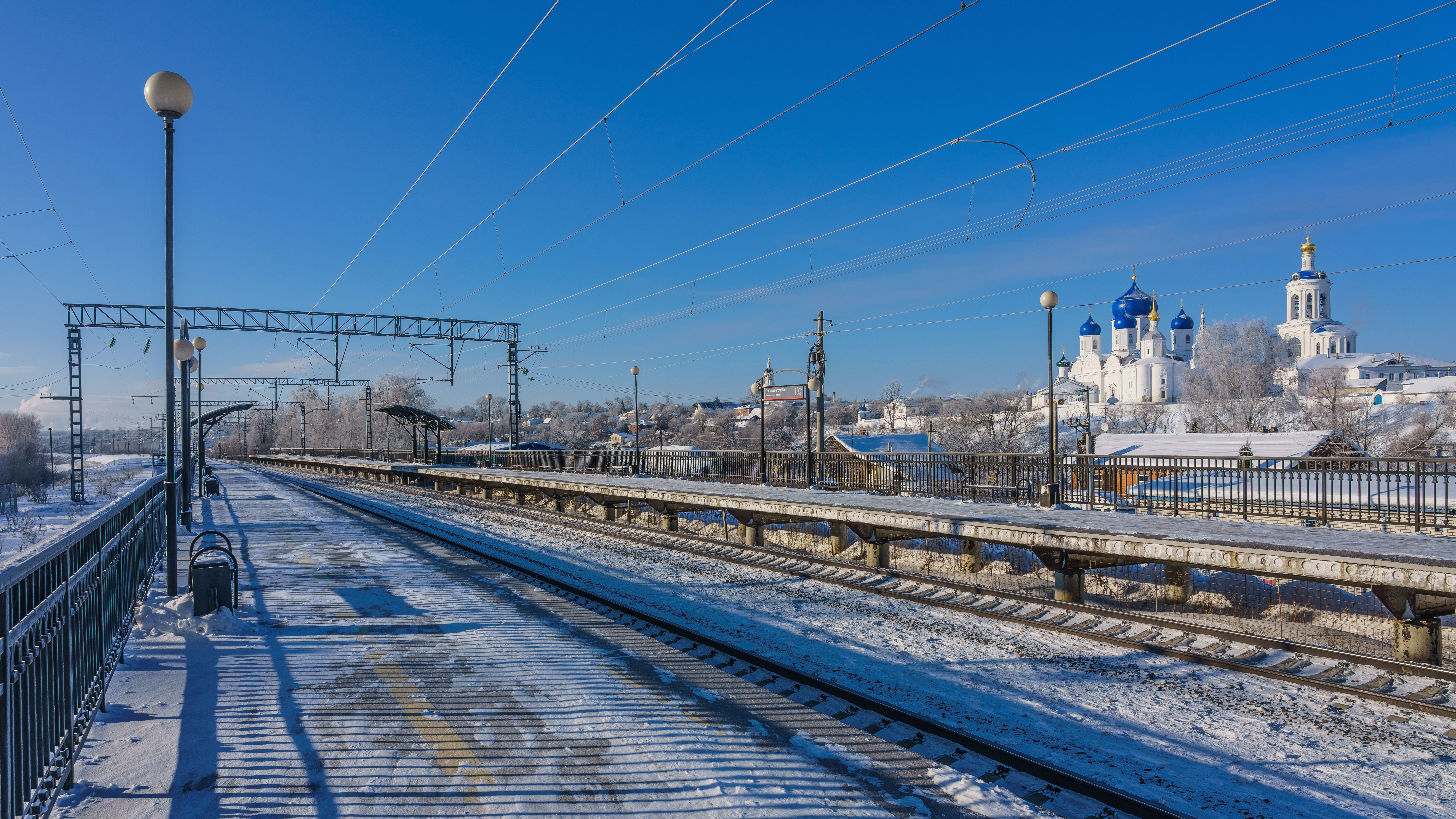
Eisenbahnstation

Heute ist Bogoljubowo vor allem aufgrund seiner Klosterbauten und der alten Kirche an der Nerl ein beliebtes Touristenziel, das kaum Industrie hat. Die wichtigsten Verkehrsverbindungen laufen über das nahe gelegene Wladimir ab. Direkt an Bogoljubowo vorbei führt die Fernstraße M7 sowie die Eisenbahnmagistrale von Moskau über Wladimir nach Nischni Nowgorod, an der Bogoljubowo einen Haltepunkt hat.

## Söhne und Töchter des Ortes
- Jelisaweta Bykowa (1913–1989), Schachspielerin